# Comuna de Skwierzyna
Skwierzyna (polaco: Gmina Skwierzyna) é uma gminy (comuna) na Polónia, na voivodia da Lubúsquia e no condado de Międzyrzecki. A sede do condado é a cidade de Skwierzyna.
De acordo com os censos de 2004, a comuna tem 12 769 habitantes, com uma densidade 44,7 hab/km².

## Área
Estende-se por uma área de 285,44 km², incluindo:
- área agricola: 24%
- área florestal: 68%

## Demografia
Dados de 30 de Junho 2004:
|                      | Total   | Total | Mulheres | Mulheres | Homens  | Homens |
| -------------------- | ------- | ----- | -------- | -------- | ------- | ------ |
|                      | pessoas | %     | pessoas  | %        | pessoas | %      |
| População            | 12 769  | 100   | 6552     | 51,3     | 6217    | 48,7   |
| Densidade (pop./km²) | 44,7    | 100   | 23       | 23       | 21,8    | 21,8   |

De acordo com dados de 2002, o rendimento médio per capita ascendia a 1495,45 zł.

## Subdivisões
- Dobrojewo, Gościnowo, Krobielewko, Murzynowo, Świniary, Trzebiszewo, Wiejce.

## Comunas vizinhas
- Bledzew, Deszczno, Drezdenko, Międzychód, Przytoczna, Santok